# 周用 (弘治壬戌進士)
周用（1476年—1547年），字行之，號伯川、白川，直隸蘇州府吳江縣（今江蘇省蘇州市吳江縣）人，明朝政治人物，弘治壬戌進士。官至吏部尚書。

## 生平
弘治十四年（1501年）辛酉科應天鄉試第三名舉人。弘治十五年（1502年）聯捷壬戌科進士。授行人司行人。
正德初，擢南京兵科給事中。父喪丁憂服闋，留補禮科。改南京兵科給事中。正德十二年（1517年），出爲雲南布政司左參議；此後出任廣東參議，參與平定番禺盜，有功。嘉靖二年（1523年），任浙江按察司副使，丁内艰，服阕，起補山東按察司副使、临清兵备。嘉靖六年，升爲福建按察使；次年改河南右布政使。嘉靖八年，升爲右副都御史、南贛巡撫，召協理院事。此後歷任吏部右侍郎、吏部左侍郎，因起廢不當，尚書汪鋐诿罪下属，于是周用被降职，調為南京刑部右侍郎。後升右都御史。嘉靖十七年（1538年），任南京工部尚書；嘉靖十八年，任南京刑部尚書。九廟遇災，自陳致仕歸鄉。周用為官端亮有節概。朝廷內外為之可惜，屢有舉薦。
久之，起用為工部尚書起督河道，僅過數月，改為漕運總督。未上任，又召拜為左都御史。九年任滿，加太子少保。嘉靖二十五年（1546年），代替唐龍為吏部尚書，次年，卒於任，年七十二。贈太子太保，諡恭肅。

## 著作
工詩詞、書畫。有《白川集》，著作收入《周恭肅集》16卷。

## 家族
曾祖父周景芳；祖父周瑄；父周昂，母計氏。具庆下。弟周同。长子周國南，南京中軍都督府经历。次子周兆南，字仲陽，號两峰，嘉靖三十一年壬子科舉人。曾孫為周宗建。